# José Enrique Rodó

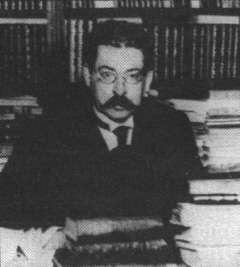
José Enrique Rodó

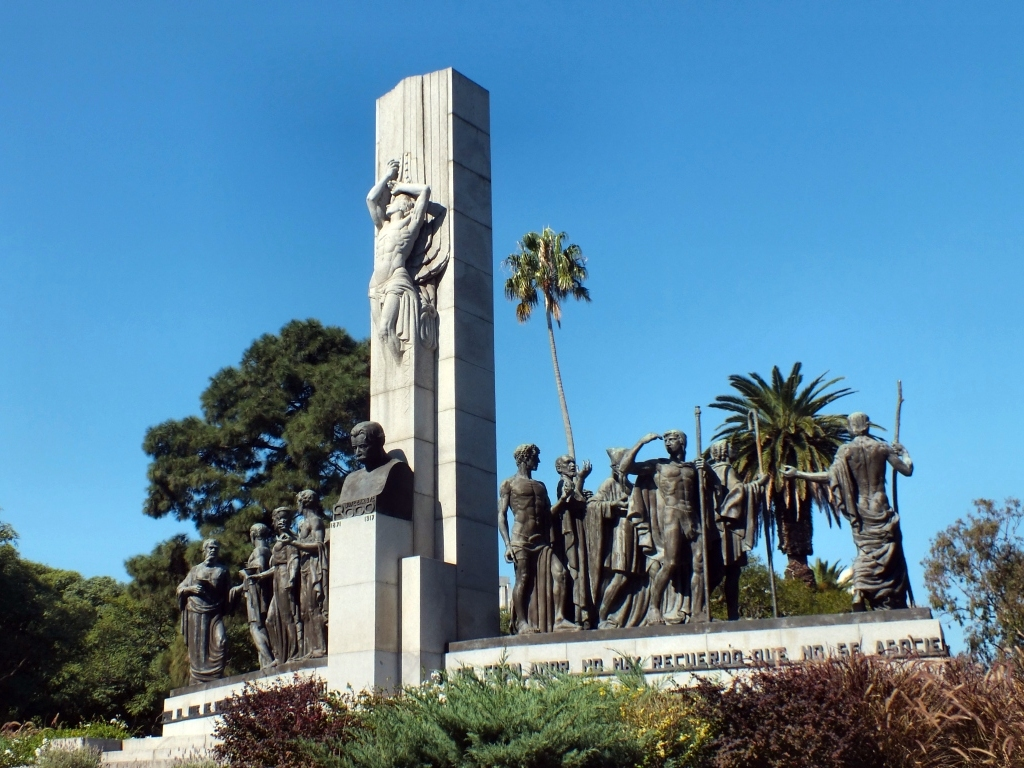
José Enrique Rodó-Denkmal in Parque Rodó.

José Enrique Rodó Piñeyro (* 15. Juli 1871 in Montevideo; † 1. Mai 1917 in Palermo, Italien) war ein uruguayischer Essayist.

## Leben
José Enrique Rodó wurde 1871 in einer bürgerlichen Familie geboren.
Bereits früh beschäftigte er sich mit dem Schreiben. Ab 1895 veröffentlichte er Gedichte und Artikel in Zeitungen. Obwohl er nie ein Hochschulstudium abschloss, wurde der bekannte Autor 1898 an der Universidad de Montevideo (heute: Universidad de la República) zum Professor für Literatur ernannt. 1900 veröffentlichte er sein Hauptwerk, Ariel. Rodó trat der liberalen Partei Partido Colorado bei und wurde 1902 bis 1905 und 1908 bis 1912 einer ihrer Vertreter als Stadtverordneter in Montevideo. In seinen späteren Jahren unternahm er viele Reisen nach Europa. Er starb 1917 in einem sizilianischen Hotel.

## Werk
In seinem Essay Ariel warnt Rodó auf lyrische Weise vor dem aufsteigenden Utilitarismus, der durch den Aufstieg der Vereinigten Staaten von Amerika nach dem Ende des Spanisch-Amerikanischen Krieges an Bedeutung gewinnt. Er zeigt den Unterschied zwischen Lateinamerika und Angloamerika auf. Sein Essay erfuhr eine große Resonanz in der hispanischen Gesellschaften am Anfang des 20. Jahrhunderts; er ist „der vermutlich meistdiskutierte Essay“ in der Geschichte Lateinamerikas.
Quellen Rodós waren Shakespeares Der Sturm, aus dem er die Figuren Prospero, Ariel und Caliban übernahm, und das philosophische Drama Caliban von Ernest Renan. Caliban verkörperte für Rodó den materialistischen und utilitaristischen Geist, den er implizit der modernen Zivilisation und explizit den USA zuschrieb, weshalb gegen ihn von einigen Kritikern der Vorwurf des Antiamerikanismus und eines manichäischen Weltbilds erhoben wurde. Ariel hingegen, der Altruist und Ästhet, wurde als Modell für Lateinamerika dargestellt.